# St. David (Arizona)
St. David es un lugar designado por el censo ubicado en el condado de Cochise en el estado estadounidense de Arizona. En el Censo de 2010 tenía una población de 1699 habitantes y una densidad poblacional de 123,77 personas por km².

## Geografía
St. David se encuentra ubicado en las coordenadas 31°54′15″N 110°12′51″O / 31.90417, -110.21417. Según la Oficina del Censo de los Estados Unidos, St. David tiene una superficie total de 13.73 km², de la cual 13.73 km² corresponden a tierra firme y (0%) 0 km² es agua.

## Demografía
Según el censo de 2010, había 1699 personas residiendo en St. David. La densidad de población era de 123,77 hab./km². De los 1699 habitantes, St. David estaba compuesto por el 92.11% blancos, el 0.41% eran afroamericanos, el 1.06% eran amerindios, el 0.59% eran asiáticos, el 0.06% eran isleños del Pacífico, el 2.88% eran de otras razas y el 2.88% pertenecían a dos o más razas. Del total de la población el 10.95% eran hispanos o latinos de cualquier raza.